# Chaetocnema shanxiensis
Chaetocnema shanxiensis es un coleóptero de la familia Chrysomelidae. Fue descrita científicamente en 1980 por Chen & Wang.